# Cybaeus tottoriensis
Espèce
Cybaeus tottoriensis est une espèce d'araignées aranéomorphes de la famille des Cybaeidae.

## Distribution
Cette espèce est endémique de Honshū au Japon,. Elle se rencontre dans les préfectures de Tottori et d'Okayama.

## Description
Le mâle holotype mesure 4,9 mm et la femelle paratype mesure 5,1 mm.

## Étymologie
Son nom d'espèce, composé de tottori et du suffixe latin -ensis, « qui vit dans, qui habite », lui a été donné en référence au lieu de sa découverte, la préfecture de Tottori.

## Publication originale
- Ihara, 1994 : Two new species of the genus Cybaeus (Araneae: Cybaeidae) from the Chugoku district, Honshu Japan. Acta Arachnologica, vol. 43, no 1, p. 87-93 (texte intégral).